# 陪你逐风飞翔
《陪你逐風飛翔》（To Fly With You），是2021年中國大陸都市校園愛情電視劇，由上海騰訊企鵝影視文化傳播有限公司和上海檸萌影視聯合出品的原創剧，沙維琪執導，並由宋祖兒、王安宇、徐洋、夏梦 (演员)、李浩菲及苗圃聯合主演。該劇於2021年2月上海開機，5月31日全劇殺青。於2021年11月22日起於腾讯视频、台灣WeTV、湖南卫视、芒果TV及優酷播出。

## 播出平台及時間
| 頻道     | 所在地   | 播出日期       | 播出時間                                         |
| -------- | -------- | -------------- | ------------------------------------------------ |
| 騰訊視頻 | 中国大陆 | 2021年11月22日 | 每日22:00更新                                    |
| WeTV     | 全世界   | 2021年11月22日 | 每日22:00更新                                    |
| 優酷     | 全世界   | 2021年11月22日 | 每日22:00更新                                    |
| 湖南衛視 | 中国大陆 | 2021年11月22日 | 每周日－四 20:05更新2集、每周五－六 19:35更新1集 |
| 芒果TV   | 全世界   | 2021年11月22日 | 每周日－四 20:05更新2集、每周五－六 19:35更新1集 |

## 劇情介紹
該劇講述了自信爽朗、熱愛短道速滑的「野滑王」沈爭一（宋祖兒飾）遇上陽光帥氣的「花滑王子」邵北笙（王安宇飾）後，兩人在追逐冠軍夢的路上不斷突破自我、克服困難，並收穫純真美好愛情的故事。兩代滑冰運動員用永不言棄、全力以赴的拼搏姿態，傳承著體育強國、追求卓越的奮鬥精神。

## 演員列表

### 领衔主演
| 演員   | 角色   | 介紹 |
| 宋祖兒 | 沈爭一 | 野路子(業餘愛好者)→逐風隊女子短道速滑選手。大學之前，從未受過正式滑冰訓練，一直都是自己在冰場訓練速滑，極具天赋且有着超强的爆發能力，但是缺乏技巧和能力，夢想是加入逐風隊，接受專業訓練成為一名正式的短滑選手。 邵北笙假女友→真女友。在一次意外與邵北笙不打不相識后，因為相互看不順眼，所以被邵北笙選中並提議作為假扮情侶。成功加入逐風後，與邵北笙一路克服挑戰，慢慢對彼此產生感情，最終假戲真做，交付真心，並肩在冰上奮鬥。                                                          |
| 王安宇 | 邵北笙 | 逐風隊男子花樣滑冰雙人選手 (劉菲、蕭清搭檔)→逐風隊男子花樣滑冰單人選手。封號花滑王子、笙王子，逐風隊花式滑冰明星既冠軍選手，原擅長雙人花式滑冰，與蕭清練習時手腕不幸受傷被斷定無法再做托舉動作，故轉項單人滑冰。 沈爭一假男友→真男友。與沈爭一初次在校外冰場競速結識，后為拒絕前滑冰搭檔劉菲的表白，利誘沈爭一簽訂戀愛契約爱展開假情侶的校園戀愛生活。在假扮情侶的過程中，兩人在訓練上相互扶持，彼此也逐漸萌生愛意，經歷過一番誤解、爭執、克服困難後，最後走到一起，在冰場上並肩作戰。 |

### 其他角色
| 演員   | 角色   | 介紹 |
| 夏夢   | 蕭清   | 國外雙人滑王牌選手→逐風隊女子花滑雙人選手 (邵北笙搭檔)→逐風隊女子花滑單人選手→極光隊女子花滑單人選手。 是蕭寒親妹妹。喜歡邵北笙，原在韓國訓練，聽說邵北笙在招募新搭檔，故放棄韓國機會，飛回國內參加其搭檔徵選。 得知北笙、爭一假戀愛協議後，不斷向北笙示好，並成為北笙烏龍告白對象；情傷轉隊後，與北笙競爭赴俄羅斯訓練機會， |
| 李浩菲 | 朱樂樂 | 逐風隊女子短道速滑選手。 沈爭一同班同學兼閨蜜兼室友，與爭一都是動漫系。愛情分析專家，喜歡曲直。 |
| 付偉倫 | 曲直   | 邵北笙兄弟兼室友,與北笙都是生物系。替北笙和爭一戀情助攻不少。喜歡朱樂樂。 |
| 徐洋   | 蕭寒   | 前短道速滑冠軍選手→逐風隊女子短滑副教練。 是蕭清親哥哥，成熟稳重，溫柔體貼，深受女隊員們的歡迎和愛戴，也是爭一的偶像。因兒時與羅曉意和她哥哥的約定，全心全意為羅曉意特訓鋪路，希望奪下世界冠軍完成約定，一開始幫助爭一進入逐風隊，是希望她為羅曉意打輔助。                                                                   |
| 苗圃   | 庄阅   | 國家女子短道速滑選手→國際知名滑冰教練→逐風隊女子短滑主教練。 邵北笙母。后發現年輕時，與沈爭一母親是同省隊並且就是造成爭一母親受傷的隊友。 |
| 袁雨萱 | 罗晓意 | 逐風隊女子短道速滑王牌選手 |
| 胡耘豪 | 劉俊   | 岭北大學校醫 |

## 電視劇原聲帶
| 《陪你逐風飛翔》電視劇原聲帶 | 《陪你逐風飛翔》電視劇原聲帶 | 《陪你逐風飛翔》電視劇原聲帶 | 《陪你逐風飛翔》電視劇原聲帶 | 《陪你逐風飛翔》電視劇原聲帶 |
| 曲序                         | 曲目                         |                              | 作曲                         | 演唱                         |
| ---------------------------- | ---------------------------- | ---------------------------- | ---------------------------- | ---------------------------- |
| 1.                           | 《只有你我》（片尾曲）       | 邢永                         | 贺子玲                       | 弦子                         |
| 2.                           | 《给你的》（插曲）           | 春晓                         | 徐云霄                       | 王安宇                       |
| 3.                           | 《越走越遠》（插曲）         | 瑾姝Hikari、春晓             | 瑾姝Hikari                   | 郭靜                         |
| 4.                           | 《都與我們有關》（插曲）     | 徐云霄、春晓、唐思淼、朱金泰 | 徐云霄                       | 贺椀潞                       |
| 5.                           | 《One More Time》            | 迟木                         | 迟木                         | 迟木                         |
| 6.                           | 《Right Now》                | From OneTo X                 | From OneTo X                 | 魏巡                         |

## 收視率
| 中国 湖南卫视 首播收视率 |                |        |          |        |      |
| 集數                     | 播出日期       | 收视率 | 收视份额 | 排名   | 備註 |
|                          | 2021年11月22日 | 0.823  | 3.237    | 6      |      |
|                          | 2021年11月23日 | 1.159  | 4.572    | 5      |      |
|                          | 2021年11月24日 | 0.989  | 4.008    | 6      |      |
|                          | 2021年11月25日 | 0.998  | 3.927    | 6      |      |
|                          | 2021年11月26日 | 1.022  | 3.363    | 6      |      |
|                          | 2021年11月27日 | 1.114  | 4.002    | 5      |      |
|                          | 2021年11月28日 | 1.262  | 4.593    | 5      |      |
|                          | 2021年11月29日 | 1.524  | 5.822    | 5      |      |
|                          | 2021年11月30日 | 1.43   | 5.729    | 5      |      |
|                          | 2021年12月1日  | 1.434  | 5.516    | 5      |      |
|                          | 2021年12月2日  | 1.487  | 5.94     | 5      |      |
|                          | 2021年12月3日  | 1.371  | 4.494    | 6      |      |
|                          | 2021年12月4日  | 1.757  | 6.362    | 5      |      |
|                          | 2021年12月5日  | 1.602  | 5.894    | 5      |      |
|                          | 2021年12月6日  | 1.702  | 6.458    | 5      |      |
|                          | 2021年12月7日  | 1.789  | 6.897    | 4      |      |
|                          | 2021年12月8日  | 1.854  | 7.15     | 3      |      |
|                          | 2021年12月9日  | 1.79   | 6.861    | 3      |      |
|                          | 2021年12月10日 | 1.908  | 6.29     | 3      |      |
| 平均收視                 | 平均收視       | 1.422  | 5.32     | 不適用 |      |

1. 资料来源：卫视这些事儿、TV未知数